# Andreadiniïta
L'andreadiniïta és un mineral de la classe dels sulfurs.

## Característiques
L'andreadiniïta és una sulfosal de fórmula química CuHgAg₇Pb₇Sb24S48. Va ser aprovada com a espècie vàlida per l'Associació Mineralògica Internacional l'any 2014. Cristal·litza en el sistema monoclínic. Forma una sèrie homeotípica amb la lil·lianita.

## Formació i jaciments
Va ser descoberta al túnel Sant'Olga de la mina Monte Arsiccio, a Sant'Anna di Stazzema (Província de Lucca, Toscana, Itàlia), l'únic indret on ha estat trobada.